# Enrico Tamberlik
Enrico Tamberlick (Roma, 16 de março de 1820 — Paris, 13 de março de 1889) foi um cantor de ópera italiano do século XIX.

## Características vocais e repertório

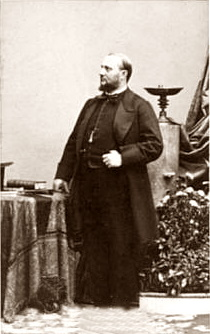
Fotografia de André-Adolphe-Eugène Disdéri

Tamberlik sucedeu Gaetano Fraschini (1816–1887) como o principal tenore da Itália e ficou atrás apenas de Giovanni Matteo Mario, de voz mais lírica, como o tenor italiano mais célebre das décadas de meados do século XIX. (Na verdade, ele e Mario realmente cantaram juntos em uma produção de Robert le diable de Meyerbeer em Covent Garden).
De acordo com relatos contemporâneos de seu canto, Tamberlik possuía uma voz grande e incisiva com um vibrato penetrante (pelo qual ele foi criticado por alguns críticos musicais ingleses) e notas de topo vibrantes - incluindo um potente dó sustenido emitido em voz de peito cheio. Esses atributos vocais viris, aliados a uma aparência imponente, fizeram dele um intérprete excepcionalmente empolgante de papéis dramáticos, especialmente papéis como Jean em Le prophète, Arnoldo em Guglielmo Tell e Manrico em Il trovatore . Outros papéis notáveis dele incluíram ( de Rossini) Otello,  Pollione, Arturo, Ernani, Robert le diable, Faust, Don Ottavio, Florestan, Max, Poliuto e Cellini.
O heroico tenor Francesco Tamagno (1850–1905) foi considerado o principal sucessor de Tamberlik. Suas carreiras se sobrepuseram ligeiramente e um eco da voz e estilo de Tamberlik pode ser preservado nas gravações acústicas que Tamagno fez na Itália em 1903-1904 para a Gramophone & Typewriter Company.